# جورج ستيفنسون

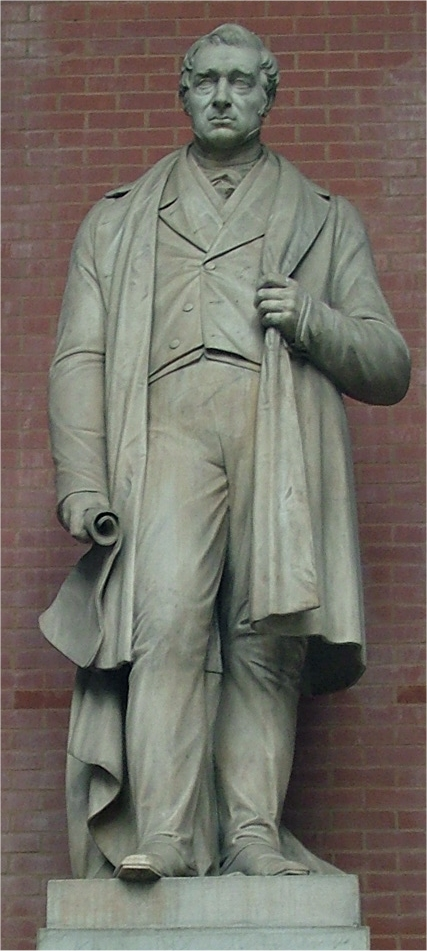
تمثال جورج ستيفنسون في متحف السكة الحديد القومي في يورك

جورج ستيفنسون (بالإنجليزية: George Stephenson) (9 يونيو 1781 – 12 أغسطس 1848) مهندس إنجليزي قام بإنشاء أول خط سكك حديدية في العالم يستخدم قطارات البخارية. كما أنه مصمم مقياس السكك الحديدية المستخدم عالميا وهو 1435 مم، ويعرف أحيانا باسم مقياس ستيفنسون. اعتبر الفكتوريون ستيفنسون مثالًا عظيمًا للتطبيق الجاد والتوق للتطوير. أشاد مؤيد مساعدة الذات، صموئيل سمايلز تحديدًا بإنجازاته. كان اتساع السكة الذي اختاره، والذي يطلق عليه أحيانًا لقب «اتساع ستيفنسون»، أساسًا لاتساع سكة الحديد القياسية المُعتمدة في العديد من سكك الحديد في العالم، والذي تبلغ قيمته 4 أقدام و8 بوصات ونصف (1,435 مليمتر).
بريادة ستيفنسون، كان النقل بالسكك الحديدية أحد أهم الابتكارات التكنولوجية للقرن التاسع عشر وعنصرًا أساسيًا في الثورة الصناعية. شيدت شركة ستيفنسون وابنه روبرت، روبرت ستيفنسون وشركاؤه، لوكوموشن 1 وهي أول قاطرة بخارية لنقل الركاب على خط السكة الحديدية العام، خط سكة حديد ستوكتون ودارلنغتون في عام 1825. شيد ستيفنسون أيضًا أول خط سكة حديد بين المدن في العالم والتي تستخدم القاطرات، خط سكة حديد ليفربول ومانشستر، والذي افتُتح في عام 1830.           

## مرحلة الطفولة والحياة المبكرة
وُلد جورج ستيفنسون في 9 يونيو 1781 في قرية ويلم، نورثمبرلاند، والتي تبعد 9 أميال (15 كيلومتر) غرب نيوكاسل أبون تاين. هو الطفل الثاني لروبرت وميبل ستيفنسون، ولم يكن أي منهما قادرًا على القراءة أو الكتابة. عمل روبرت رجل إطفاء لدى شركة ويلم كولري بامنج إنجن، حيث تقاضى أجرًا ضئيلًا جدًا، فلم يكن هناك مال كافٍ ليلتحق أبناؤه بالمدرسة. عندما بلغ السابعة عشر من عمره، أصبح ستيفنسون فني آلات في منجم ووتر رو بالقرب من نيوبيرن. أدرك ستيفنسون قيمة التعليم ودفع من أجل الدراسة في مدرسة ليلية ليتعلم القراءة والكتابة والحساب، وبقي غير متعلم حتى بلغ الثامنة عشر من عمره.
في عام 1801، بدأ العمل في منجم فحم بلاك كاليرتون في جنوب بونتلاند كعامل مكابح، يتحكم بجهاز الرفع في المنجم. في عام 1802، تزوج من فرانسيس هيندرسون وانتقل إلى ويلنغتون كواي شرق نيوكاسل. حيث عمل عامل مكابح أثناء عيشهم في كوخ مؤلف من غرفة واحدة. عمل ستيفنسون في صنع الأحذية وإصلاح الساعات لزيادة دخله.
وُلد طفلهم الأول روبرت في عام 1803، وفي عام 1804 انتقلوا إلى ديال كوتيج في ويست مور، بالقرب من كيلينغوورث حيث عمل ستيفنسون عامل مكابح في منجم كيلينغوورث. كان طفلهم الثاني فتاة، وُلدت في يوليو 1805. سُميت فرانسيس تيمنًا بوالدتها. توفيت الطفلة بعد ولادتها بثلاث أسابيع ودُفنت في كنيسة سانت بارثولوميو، لونغ بنتون شمال نيوكاسل.
في عام 1806، توفيت زوجة ستيفنسون بداء السل. ودُفنت في نفس ساحة الكنيسة كابنتها في 16 مايو 1806، إلا أن موقع القبر فُقد.
قرر ستيفنسون أن يجد عملًا في اسكتلندا وترك روبرت مع امرأة من السكان المحليين بينما ذهب للعمل في مونتروز. عاد بعد عدة أشهر، ربما بسبب إصابة والده بالعمى في حادث تنقيب. انتقل مرة أخرى إلى كوخ في غرب مور مع أخته غير المتزوجة إليانور لرعاية روبرت. في عام 1811، لم يكن محرك الضخ يعمل جيدًا في منجم كيلينغوورث وعرض ستيفنسون تحسينه. وفعل هذا بنجاح ورُقي ليصبح صانع محركات في مناجم الفحم في كيلينغوورث، ومسؤولًا عن صيانة وتصليح جميع محركات المنجم. وأصبح خبيرًا في آليات الدفع البخاري.

## مصباح أمان عمال المناجم
في عام 1815، أدرك ستيفنسون حدوث الانفجارات غالبًا في المناجم بفعل ألسنة اللهب، وبدأ اختبار مصباح أمان يشتعل في جو غازي دون التسبب بانفجارات. وفي نفس الوقت، كان العالم البارز الكورني همفري ديفي يبحث في نفس المشكلة. رغم افتقاره للمعرفة العلمية، ابتكر ستيفنسون عن طريق المحاولة والخطأ مصباحًا يدخل إليه الهواء عبر ثقوب صغيرة، بطريق لا تمر بها ألسنة اللهب.
قبل أن يقدم ديفي تصميمه للجمعية الملكية بشهر، عرض ستيفنسون مصباحه لشاهدين بأخذه أسفل منجم فحم كيلينغوورث وحمله أمام صدع كان ينبعث منه غاز المناجم. اختلف التصميمان⸵ كان مصباح ديفي محاطًا بحاجز من الضماد، في حين احتوى النموذج الأولي لمصباح ستيفنسون على صفيحة مثقوبة داخل اسطوانة زجاجية. مُنح ديفي 2,000 يورو لهذا الابتكار، بينما اتُهم ستيفنسون بسرقة الفكرة من ديفي، لأنه لم يُعتبر عالمًا ملائمًا قد يصنع المصباح بأي منهج علمي معتمد.
بدا ستيفنسون وضيعًا، وذلك لأنه قدِم من المنطقة الشمالية الشرقية، وكان يتحدث بلكنة نورثمبرلاند وليس بلغة البرلمان. وبإدراكه لذلك، حرص على تعليم ابنه في مدرسة خاصة، حيث تعلم كيفية تحدث الإنجليزية القياسية ولكنة النطق المستلم. وبسبب ذلك، كان تفضيل السلطات لروبرت على والده جليًا في صفقاتهم المستقبلية مع البرلمان.
جُمعت لجنة تحقيق لدعم ستيفنسون، وبرّأته وأثبتت أنه كان يعمل بشكل منفصل لصنع مصباح غوردي وكافأته بألف يورو، إلا أن ديفي ومؤيديه رفضوا قبول النتائج التي توصلت إليها اللجنة، ولم يدركوا كيف لرجل غير متعلم كستيفنسون أن يتوصل للحل الذي كان لديه. في عام 1833، وجدت لجنة مجلس العموم البريطاني أن ستيفنسون يمتلك الحق بمطالبة مساواة باختراع مصباح الأمان. توفي ديفي وهو ما يزال يعتقد بأن ستيفنسون سرق فكرته. استُخدم مصباح ستيفنسون تحديدًا في شمال شرق إنجلترا، بينما استُخدم مصباح ديفي في جميع الأماكن الأخرى. أدت التجربة إلى ارتياب ستيفنسون من الخبراء العلميين والنظريين في لندن.
يتناول المؤلف ل.ت.س رولت في كتابه جورج وروبرت ستيفنسون تباين الآراء حول كفاءة المصباحين: بأن مصباح ديفي أعطى ضوءً أكثر، إلا أن مصباح غوردي كان أكثر أمانًا في أجواء أكثر غازية. وأشار لحادثة وقعت في منجم فحم أوكس في بارنسلي حيث استُخدم كلا المصباحين. عقب تدفق مفاجئ للغاز، أصبحت جميع قمم مصباح ديفي حمراء ساخنة (والذي أدى في الماضي إلى انفجار، وكان يخاطَر بآخر في ذلك الصدد)، في حين انطفأت جميع مصابيح غوردي ببساطة.
هناك نظرية مفادها بأن ستيفنسون كان من لقّب شعب شمال شرق إنجلترا بالغوردي بشكل غير مباشر. ومن هذه النظرية، اتصل اسم مصباح غوردي بعمال منجم المنطقة الشمالية الشرقية. وبحلول عام 1866، كان لقب غوردي يُطلق على أي مواطن من نيوكاسل أبون تاين.                        

## القاطرات الأولى
يُعزى الفضل إلى الكورني ريتشارد تريفيثيك بأول تصميم منطقي لقاطرة بخارية أواخر عام 1802. زار لاحقًا تينيسايد وبنى محركًا لمالك منجم. ألهم ذلك العديد من الرجال المحليين وصمموا محركاتهم الخاصة.
صمم ستيفنسون أول قاطرة في عام 1814، وكانت عبارة عن محرك متنقل لنقل الفحم على طريق عربات كيلينغوورث أُطلق عليه لقب بلوشير تيمنًا بالجنرال البروسي جبهارد لوبريخت فون بلوشير (ذُكر أن الاسم انبعث من تقدم جيش بلوشير السريع لدعم ويلينغتون في معركة واترلو). صُممت قاطرة بلوشير على غرار قاطرة ماثيو موراي، ويلنغتون، والتي درسها ستيفنسون في منجم فحم كوكسلودج في تينيسايد، وشُيدت في ورشة عمل منجم خلف منزل ستيفنسون، ديال كوتيج، على طريق غريت لايم. تمكنت القاطرة من حمل 30 طنًا من الفحم إلى تلة بسرعة 4 أميال في الساعة (6.4 كيلومتر/ ساعة)، وكانت أول قاطرة ناجحة بدولاب مشفه: اعتمد جرها على الاتصال بين عجالها المشفهة والسكة الحديدية.
على وجه الإجمال، قيل أن ستيفنسون صنع 16 قاطرة في كيلينغوورث، رغم أنه لم يُثبت إمكانية إنتاج قائمة مقنعة لجميع القاطرات تلك. أما من تلك التي حُددت، فإن أغلبها شُيّد للاستخدام في كيلينغوورث أو سكة حديد هيتون. شُيّدت قاطرات بست عجال لسكة حديد كيلمارنوك وترون في عام 1817، لكنها سُحبت من الخدمة بسبب التلف الذي لحق بحديد السكك. في عام 1819، زُودت سكة حديد منجم سكوت بقاطرة أخرى في ليانسلمنت، بالقرب من سوانزي، ولكنها سُحبت أيضًا فيما يبدو بسبب مرجلها المنخفض الذي سبب تلفًا للمسار.
كانت المحركات الجديدة ثقيلة جدًا لتعمل على السكك الخشبية أو الطرق المصفحة، كانت الأطراف الحديدية في بداياتها، وكان حديد السبك يُبدي هشاشة كبيرة. حسّن ستيفنسون بمساعدة ويليام لوش تصميم أطراف القضبان الحديدية لتقليل التحطم⸵ صنع لوش ويلسون وبيل السكك الحديدة لفترة وجيزة في مصنع والكر للحديد.
وفقًا لرولت، تمكن ستيفنسون من حل المشكلة التي سببها وزن المحرك على سكك الحديد البدائية. واختبر ضاغطًا بخاريًا (لسند الوزن باستخدام ضغط البخار الذي يعمل على الصمامات لدعم هيكل القاطرة)، لكنه سرعان ما أتبع ذلك تجربة توزيع الوزن باستخدام عدد العجال أو العربات. استخدم ستيفنسون حديدًا مطاوعًا للضبان المرنة في خط سكة حديد ستوكتون ودارلنغتون، والذي وجده مقبولًا بغض النظر عن الخسارة المالية التي عانى منها بسبب عدم استخدامه لتصاميمه المسجلة ببراءة اختراع.

## وصلات خارجية
- جورج ستيفنسون على موقع الموسوعة البريطانية (الإنجليزية)
- جورج ستيفنسون على موقع إن إن دي بي (الإنجليزية)
- سيرته الذاتية (بالإنجليزية)